# Cruces (Aguada)
Cruces es un barrio ubicado en el municipio de Aguada en el estado libre asociado de Puerto Rico. En el Censo de 2010 tenía una población de 1632 habitantes y una densidad poblacional de 353,6 personas por km².

## Geografía
Cruces se encuentra ubicado en las coordenadas 18°21′3″N 67°12′48″O / 18.35083, -67.21333. Según la Oficina del Censo de los Estados Unidos, Cruces tiene una superficie total de 4.62 km², que corresponden a tierra firme.

## Demografía
Según el censo de 2010, había 1632 personas residiendo en Cruces. La densidad de población era de 353,6 hab./km². De los 1632 habitantes, Cruces estaba compuesto por el 85.17% blancos, el 3.55% eran afroamericanos, el 0.06% eran amerindios, el 8.64% eran de otras razas y el 2.57% pertenecían a dos o más razas. Del total de la población el 99.02% eran hispanos o latinos de cualquier raza.